# Lilla Dalsjön, Västergötland
Lilla Dalsjön är en sjö i Borås kommun i Västergötland och ingår i Viskans huvudavrinningsområde. Sjön har en area på 0,0933 kvadratkilometer och ligger 244,1 meter över havet. Sjön avvattnas av vattendraget Rångedalaån.

## Delavrinningsområde
Lilla Dalsjön ingår i det delavrinningsområde (641146-134085) som SMHI kallar för Mynnar i Marsjön. Medelhöjden är 252 meter över havet och ytan är 47,37 kvadratkilometer. Det finns inga avrinningsområden uppströms utan avrinningsområdet är högsta punkten. Rångedalaån som avvattnar avrinningsområdet har biflödesordning 2, vilket innebär att vattnet flödar genom totalt 2 vattendrag innan det når havet efter 114 kilometer. Avrinningsområdet består mestadels av skog (55 procent), öppen mark (11 procent) och jordbruk (18 procent). Avrinningsområdet har 0,76 kvadratkilometer vattenytor vilket ger det en sjöprocent på 1,6 procent. Bebyggelsen i området täcker en yta av 3,71 kvadratkilometer eller 8 procent av avrinningsområdet.